# Consulat général de Nouvelle-Zélande à Nouméa
Le consulat général de Nouvelle-Zélande à Nouméa est une représentation consulaire de la Nouvelle-Zélande en France. Il est situé 27 rue de Verdun, à Nouméa, en Nouvelle-Calédonie, entre Hifi-Village et Cote d'Asie, en face de l'ancienne Cour de Justice (actuellement Café Malongo).